# أندرو آرثر أبييي
أندرو آرثر أبييي (بالإنجليزية: Andrew Arthur Abbie)‏ هو عالم إنسان أسترالي، ولد في 8 فبراير 1905 في إنجلترا في المملكة المتحدة، وتوفي في 22 يوليو 1976.